# Michal Benedikovič
Michal Benedikovič (Trnava, 31 maggio 1923 – 18 aprile 2007) è stato un calciatore cecoslovacco dal 1993 slovacco, di ruolo difensore.

## Palmarès

### Club

#### Competizioni nazionali
- Campionato cecoslovacco: 3

Slovan Bratislava: 1949, 1950, 1951